# 小行星8850
小行星8850（8850 Bignonia）是一颗绕太阳运转的小行星，为主小行星带小行星。该小行星于1990年11月15日发现。

## 轨道参数
小行星8850的轨道半长轴为2.9890645 UA，离心率为0.089。